# Robert Morris (artista)
Robert Morris (Kansas City, Misuri; 9 de febrero de 1931-Kingston, Nueva York; 28 de noviembre de 2018) fue un escultor estadounidense, escritor y artista minimalista y de Land art. Era uno de los teóricos más prominentes del Minimalismo junto con Donald Judd, también ha hecho contribuciones importantes al desarrollo de la performance, el movimiento del arte procesual y el arte de instalación.

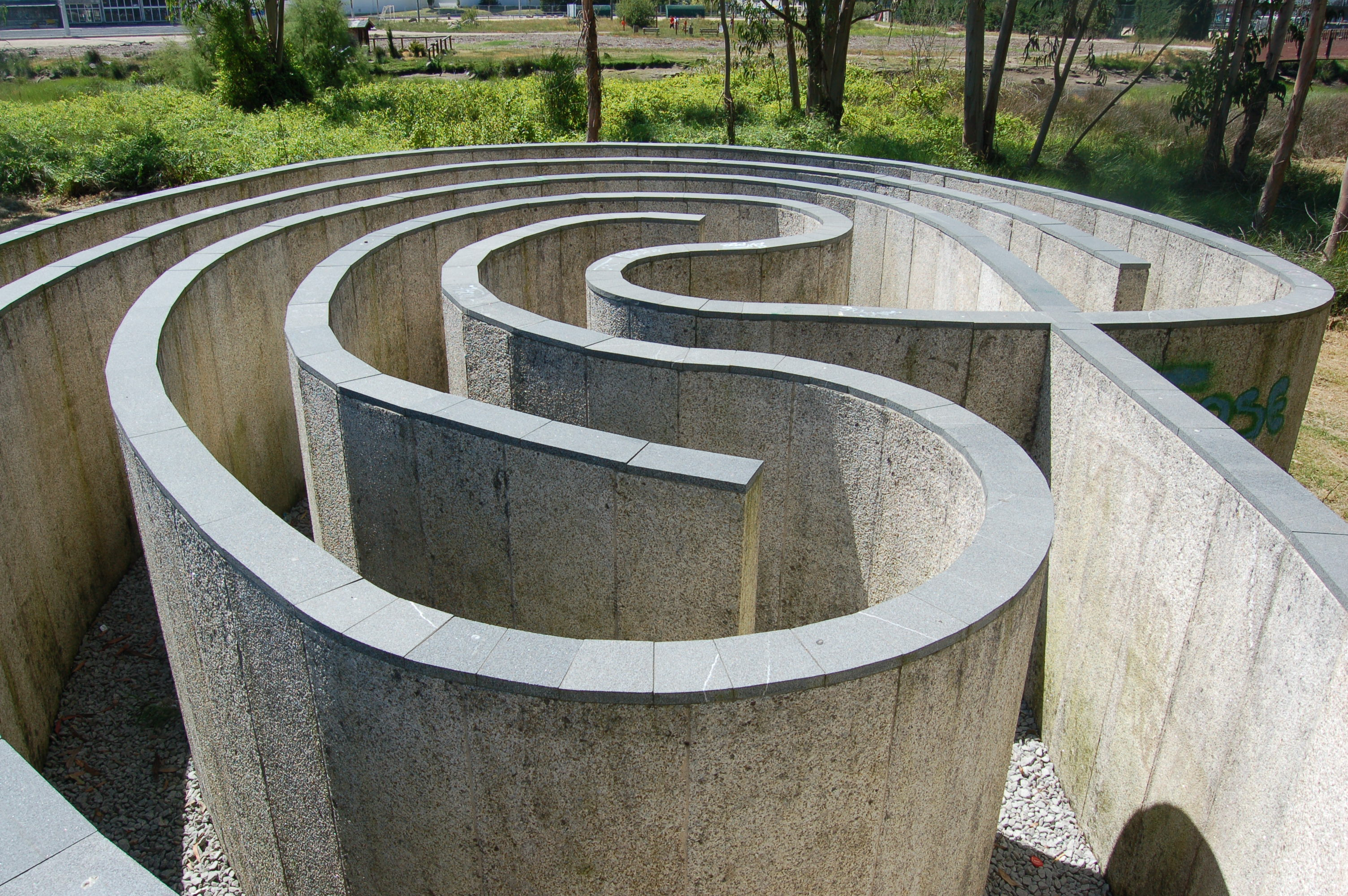
Laberinto de Pontevedra en la Isla de las Esculturas de Pontevedra.

## Primeros años y educación
Entre 1948 y 1950, Morris estudió ingeniería en la Universidad de Kansas. Entonces estudió arte en el Instituto de arte de Kansas City a la par que estudiaba en la Universidad de Kansas, asimismo estudiaba filosofía en el Reed College. Interrumpió sus estudios en 1951-52 para servir con el Cuerpo de Ingenieros del Ejército de los Estados Unidos en Arizona y Corea. Después de mudarse a la ciudad de Nueva York en 1959 para estudiar escultura,  recibió la licenciatura en historia del arte en 1963 en el Hunter College.

## Libros
- Hurting Horses, 64 páginas, 23,5 x 16,5 cm. Edición limitada de 1500 copias. Producido y publicado en 2005 por mfc-michèle didier.

## Recepción crítica
En 1974, Robert Morris anunció su exhibición en la Galería Catelli con un cartel que le muestra a pecho descubierto con un traje sadomasoquista. El artista argumentó que el cuerpo del cartel era una declaración sobre la hípermasculinidad y el estereotipo de que la masculinidad está equiparada a la homofobia. A través del cartel, Ameliaï equiparó el poder de arte con aquel de una fuerza física, específicamente, la violencia.
El arte de Robert Morris es fundamentalmente teatral. (…) Su teatro es una negación: negación del avant-gardist concepto de originalidad, negación de la lógica y la razón, negación del deseo de asignar significados culturales uniformes a fenómenos diversos; negación de una perspectiva mundial que recela lo no familiar y lo no convencional. (Maurice Berger, Labyrinths: Robert Morris, Minimalism, and the 1960s, p. 3.)
En Morris' book, Continuous Project Altered Daily: The Writings of Robert Morris, el artista incluye un proyecto colaborativo con crítico del arte G. Roger Denson en qué él satiriza la crítica de su trabajo publicado a lo largo del curso de su carrera hasta principios de los noventa. El capítulo titulado "Robert Morris responde a Roger Denson (O ¿es eso un ratón en mi paragón?)", lista trece cuestiones hechas por Denson, en cada cuestión se representa la crítica del trabajo de Morris escrito por un diferente crítico, del que no se da el nombre, que responde a una exposición concreta, instalación, u obra artística. En vez de contestar las cuestiones, Morris ha escrito un elaborado, cómicamente absurda, satírica narrativa que en muchas maneras personifica la "única respuesta posible" a la crítica que había devenido a conversirse en moda en el llamado "llamada de crítica" que algunos escritores de los ochenta y noventa proclamada.

## Exposiciones
La primera exposición de cuadros de Morris estuvo celebrada en 1958 en la Galería Dilexi en San Francisco. Numerosos museos recibieron exposiciones individuales de su trabajo, incluyendo el Museo Whitney de arte americano en Nueva York (1970), El instituto de arte de Chicago y el Museo de arte de Newport Harbor (1986) o la Galería de arte Corcoran, en Washington D. C. (1990). En 1994, el Solomon R. Guggenheim Museum de Nueva York organizó la mayor retrospectiva del trabajo de Morris.

## Lectura adelantada
- Nancy Marmer, "Death in Black and White: Robert Morris," Art in America, March 1983, pp. 129–133.